# 1780 Kippes
1780 Kippes è un asteroide della fascia principale del diametro medio di circa 27,92 km. Scoperto nel 1906, presenta un'orbita caratterizzata da un semiasse maggiore pari a 3,0179581 UA e da un'eccentricità di 0,0493813, inclinata di 8,97658° rispetto all'eclittica.
Il Minor Planet Center ha chiamato l'asteroide Kippes in onore del sacerdote e astronomo dilettante tedesco Otto Kippes (1905-1994), riconosciuto per il suo lavoro nei calcoli delle orbite e per l'identificazione di pianeti minori.